# Mark Cuban
Mark Cuban (ur. 31 lipca 1958 w Pittsburghu, Pensylwania) – amerykański biznesmen, miliarder. Właściciel zespołu NBA Dallas Mavericks. Jego majątek szacuje się na około 6,2 mld USD.